# Piotr Bajera
Piotr Bajera (ur. 16 listopada 1977 w Chełmnie) – polski piłkarz grający  na pozycji napastnika .

## Afera korupcyjna
Został oskarżony o udział w aferze korupcyjnej, gdy grał w Kolporterze Koronie Kielce. Piłkarz dobrowolnie poddał się karze. We wrześniu 2009 roku został skazany przez sąd na 1,5 roku więzienia w zawieszeniu na trzy lata oraz 7,8 tys. zł. grzywny.